# Eien no 0
Eien no 0 (永遠の0 0 eterno?) es una película dramática japonesa de género bélico de 2013, dirigida por Takashi Yamazaki y con Min Tanaka, Haruma Miura, Isao Natsuyagi y Mao Inoue como actores principales. Recaudó 8,76 billones de yens.
La película, con un guion del mismo Takashi Yamazaki junto a Tamio Hayashi, basado en una novela de Naoki Hyakuta, fue producida por las compañías cinematográficas Robot Communications y Tōhō, siendo distribuida por esta última. 
Ambientada en la actualidad, se intenta develar un hecho sucedido durante la Segunda Guerra Mundial, al igual que sucede en Otoko-tachi no Yamato.